# Solosuchiapa
Solosuchiapa är en kommun i Mexiko.   Den ligger i delstaten Chiapas, i den sydöstra delen av landet, 700 km öster om huvudstaden Mexico City. Antalet invånare är 2 035.
Följande samhällen finns i Solosuchiapa:
- Cerro las Campanas
- Álvaro Obregón
- Monte Horeb
- Villaflores
- Agustín Rubio
- Francisco I. Madero
- San Luis
- San Miguel
- Úrsulo Galván
- El Beneficio
- San Sebastián